# Biblioteka Krytyki Współczesnej
Biblioteka Krytyki Współczesnej – książkowa seria wydawnicza Państwowego Instytutu Wydawniczego  z lat 1967–1988.

## Wydane pozycje
- Człowiek na wojnie. Wielka Wojna Narodowa w literaturze radzieckiej 1975
- Czym jest literatura? Wybór szkiców krytycznoliterackich Jean-Paul Sartre 1968
- Dialog i spór z György Lukácsem. Polemiki metodologiczne 1984
- Estetyka słowa. Szkice Paul Valéry 1971
- Estetyka twórczości słownej Michaił Bachtin 1986
- Fakt literacki Jurij Tynianow 1978
- Homo futurus. Analiza współczesnej science fiction Vera Graaf 1975
- Jeźdźcy Apokalipsy. Wybór esejów Sreten Marić(inne języki) 1987
- Krytyk i jego światy. Szkice literackie David Daiches(inne języki) 1976
- Liryka i logika. Wybór pism krytycznych Artur Sandauer 1969, 1971
- Literatura - produkcja i recepcja. Studia z metodologii historii literatury Robert Weimann(inne języki) 1978
- Marksizm i literaturoznawstwo współczesne. Antologia 1979
- Metamorfozy czasu. Szkice krytyczne Georges Poulet 1977
- Milczenie syren. Studia z literatury niemieckiej i austriackiej. Wybór Heinz Politzer(inne języki) 1973
- Na skrzyżowaniu tradycji (szkice o literaturze i kulturze wczesnobizantyjskiej) Sergej Sergeevič Averincev 1988
- Narodziny powieści. Studia o Defoe'em, Richardsonie i Fieldingu Jan P. Watt 1973
- Nowa krytyka. Antologia 1983
- O sytuacji w literaturze Malcolm Cowley(inne języki) 1969
- Odpowiedzialność i styl. Eseje Roger Caillois 1967
- Opis formy. Studium o Kafce Martin Walser 1972
- Poetyka powieści kryminalnej. Próba analizy strukturalnej Stanko Lasić(inne języki) 1976
- Problemy poetyki Dostojewskiego Michaił Bachtin, 1971
- Ręka farbiarza i inne eseje Wystan Hugh Auden 1988
- Struktura nowoczesnej liryki. Od połowy XIX do połowy XX wieku Hugo Friedrich(inne języki) 1978
- Struktura tekstu artystycznego Jurij Łotman 1984
- Szkice Edmund Wilson 1973
- Szkice krytyczne T.S. Eliot 1972
- Szkice o poezji rosyjskiej Vladimir Nikolaevič Orlov(inne języki) 1972
- Szkice o prozie i poezji Boris Eikhenbaum 1973
- Teoria powieści. Esej historyczno-filozoficzny o wielkich formach epiki György Lukács 1968
- Tragizm, absurd i paradoks. Eseje Walter Hilsbecher(inne języki) 1972
- W kręgu socjologii literatury. Antologia tekstów zagranicznych tom 1/tom 2 1977, 1980
- W pierwszej osobie Sergej Petrovič Antonom 1976
- Wariacje na temat powieści Mihály Sükösd(inne języki) 1975
- Wokół realizmu 1977
- Wśród znaków i struktur. Wybór szkiców Jan Mukařovský 1970
- Wyobraźnia poetycka. Wybór pism Gaston Bachelard 1975